# Maprounea amazonica
Maprounea amazonica là một loài thực vật có hoa trong họ Đại kích. Loài này được Esser mô tả khoa học đầu tiên năm 1999.